# Ledskär
Ledskär är ett skär i Lemlands kommun, Åland. Ledskär ligger cirka 600 meter sydväst om fasta Ålands sydligaste udde Herröskatan och utgör ett viktigt riktmärke för navigation i farvattnen söder om Åland.

## Historia
Ledskär finns inte omnämnt i farledsbeskrivningen Kung Valdemars segelled, men farleden måste ha passerat Ledskär på sin väg mellan Lemböte och Föglö.
År 1720 seglade den svenska flottan genom Ledsundet mellan Ledskär och Herröskatan för att angripa den ryska galärflottan som låg uppankrad vid Granhamn på Föglö (se Slaget vid Ledsund). Även året innan hade den ryska galärflottan ankrat upp här innan sitt anfall mot Sverige (se Rysshärjningarna), varvid tsar Peter den store lät hugga in sitt monogram i berget på Ledskär.

## Sjömärken
Troligen har det funnits sjömärken på Ledskär under mycket lång tid. Den båk som står på öns norra sida idag stod klart 1748 och byggdes på till sin nuvarande höjd 1866. Sina veritkala röda och vita ränder fick den 1899. Sedan 1904 står det också en fyr strax norr om båken.

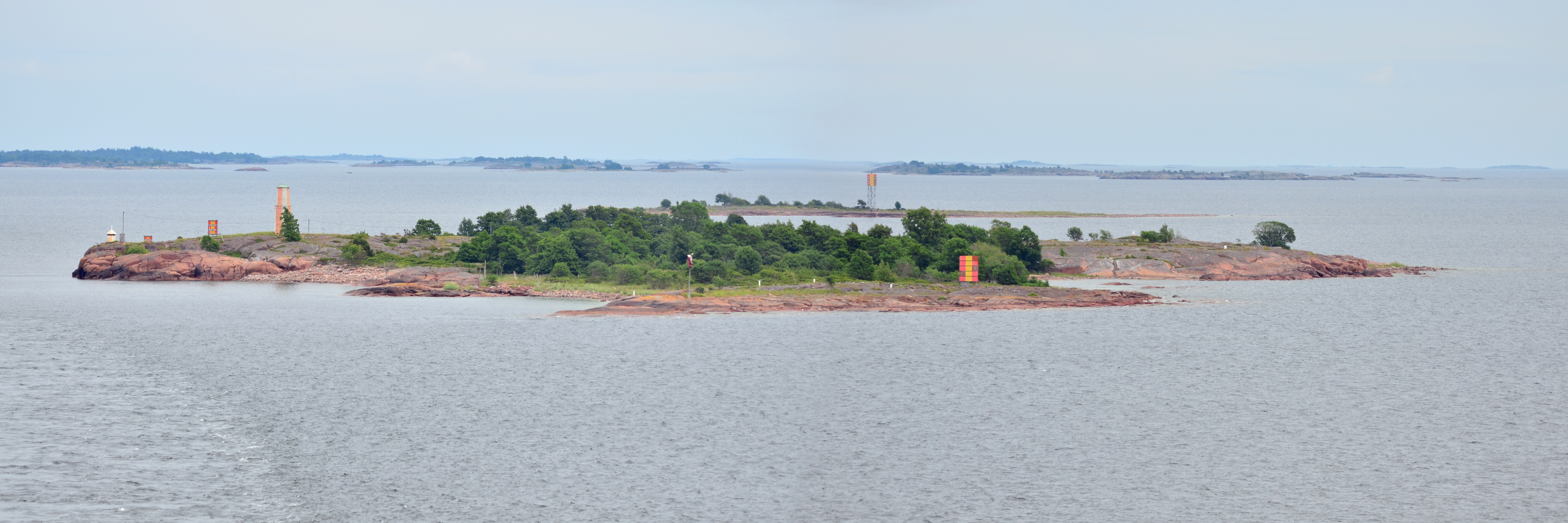
Ledskär från väster.

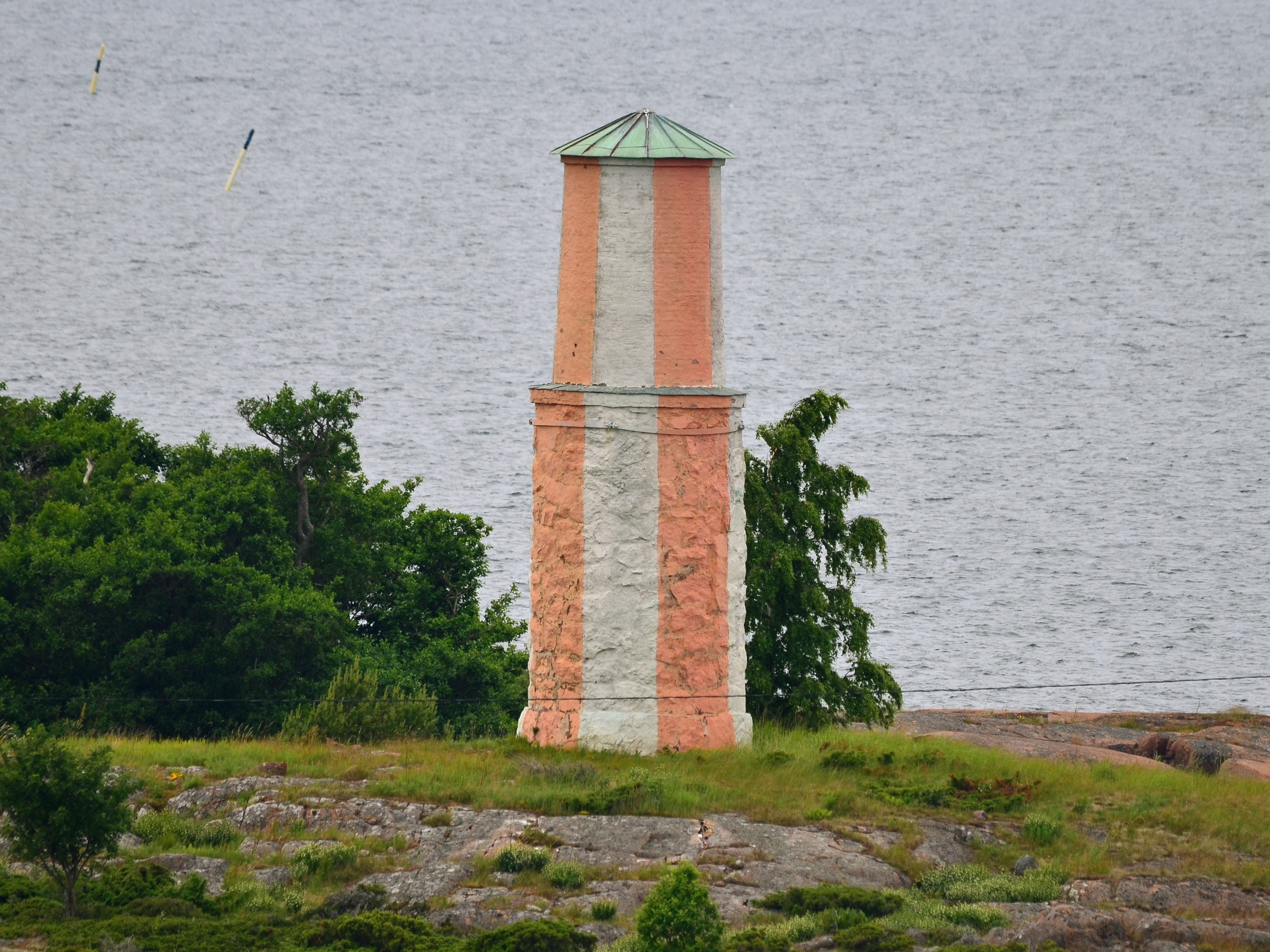
Ledskärs båk från 1748.